# VIX (finanças)

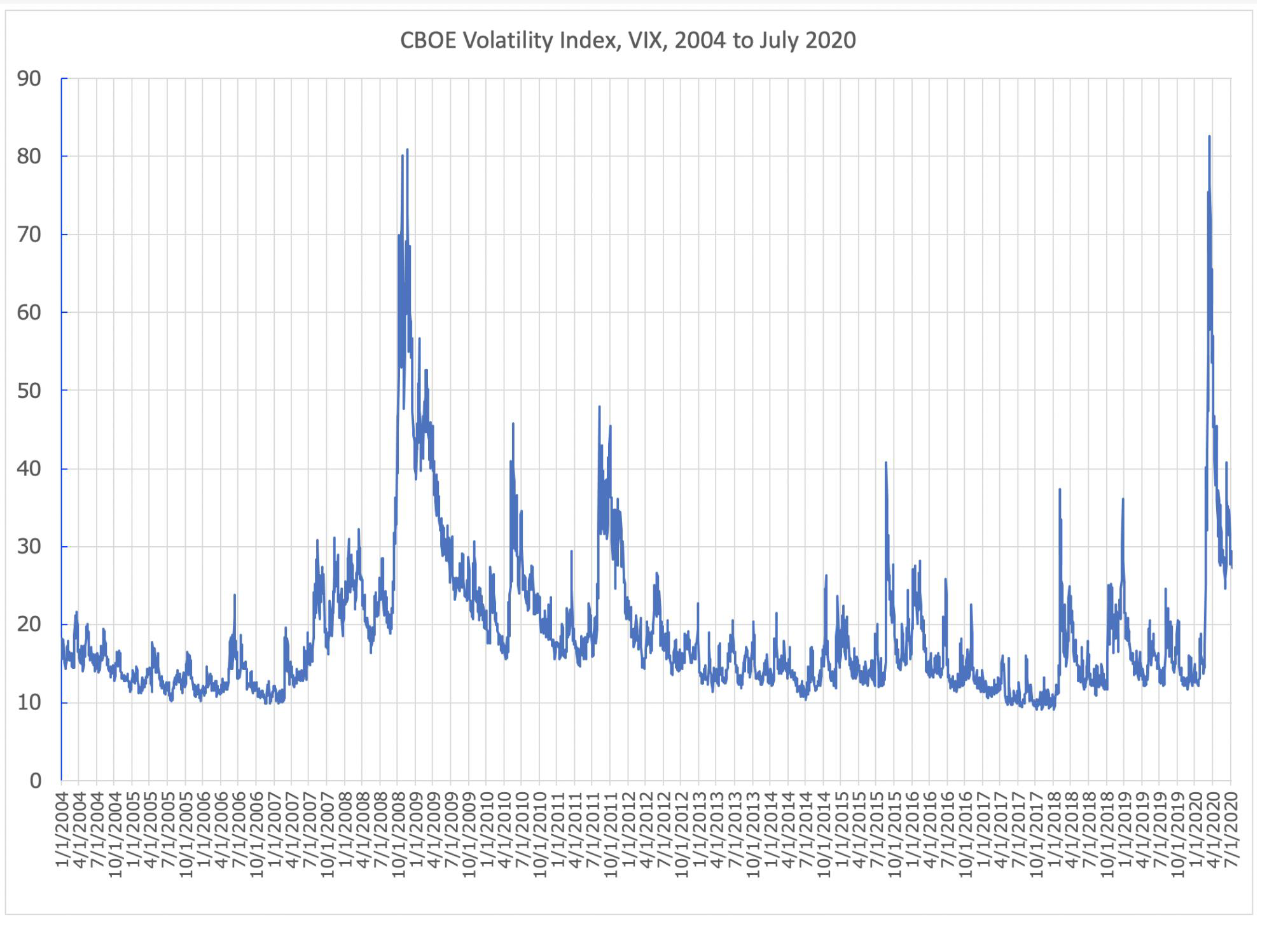
Índice de Volatilidade CBOE (VIX) 2004–2020

VIX é o ticker e o nome popular do CBOE Volatility Index da Chicago Board Options Exchange, uma medida popular da expectativa de volatilidade do mercado de ações com base nas opções do índice S&P 500. Ele é calculado e divulgado em tempo real pelo CBOE e é frequentemente chamado de índice de medo ou medidor de medo.
O VIX tem sua origem na pesquisa de economia financeira de Menachem Brenner e Dan Galai. Em uma série de trabalhos iniciados em 1989, Brenner e Galai propuseram a criação de uma série de índices de volatilidade, começando com um índice sobre a volatilidade do mercado de ações e passando para a volatilidade da taxa de juros e da taxa de câmbio.   
Em seus artigos, Brenner e Galai propuseram que "[o] índice de volatilidade, a ser chamado de 'Sigma Index', seria atualizado com frequência e usado como ativo subjacente para futuros e opções. ... Um índice de volatilidade desempenharia o mesmo papel que o índice de mercado desempenha para opções e futuros no índice."[carece de fontes?] Em 1992, o CBOE contratou o consultor Bob Whaley para calcular os valores da volatilidade do mercado de ações com base neste trabalho teórico. Whaley utilizou séries de dados no mercado de opções de índices e forneceu ao CBOE cálculos para níveis diários de VIX de janeiro de 1986 a maio de 1992. 
A formulação do índice VIX resultante fornece uma medida da volatilidade do mercado na qual as expectativas de volatilidade adicional do mercado de ações no futuro próximo podem se basear. O valor atual do índice VIX cita a mudança anualizada esperada no índice S&P 500 nos próximos 30 dias, conforme calculado a partir da teoria baseada em opções e dos dados atuais do mercado de opções.
Para resumir, o VIX é um índice de volatilidade derivado das opções do S&P 500 para os 30 dias seguintes à data de medição, com o preço de cada opção representando a expectativa do mercado de volatilidade prospectiva de 30 dias.  A formulação do índice VIX resultante fornece uma medida da volatilidade esperada do mercado na qual as expectativas de volatilidade adicional do mercado de ações no futuro próximo podem se basear.
Assim como os índices convencionais, o cálculo do Índice VIX emprega regras para selecionar opções de componentes e uma fórmula para calcular os valores do índice. Ao contrário de outros produtos do mercado, o VIX não pode ser comprado ou vendido diretamente. Em vez disso, o VIX é negociado e trocado por meio de contrato derivativo, ETFs derivados e ETNs que mais comumente rastreiam os índices futuros do VIX.
Além do VIX, o CBOE usa a mesma metodologia para calcular os seguintes produtos relacionados:
- Índice de Volatilidade de Curto Prazo CBOE (VIX9DSM), que reflete a volatilidade esperada de 9 dias do Índice S&P 500,
- Índice de Volatilidade de 3 Meses CBOE S&P 500® (VIX3MSM),
- Índice de Volatilidade de 6 Meses CBOE S&P 500® (VIX6MSM)
- CBOE S&P 500 Índice de Volatilidade de 1 Ano (VIX1YSM).

O CBOE também calcula o Índice de Volatilidade Nasdaq-100® (VXNSM), o Índice de Volatilidade CBOE DJIA® (VXDSM) e o Índice de Volatilidade CBOE Russell 2000® (RVXSM).  Existe até um VIX no VIX (VVIX), que é uma medida de volatilidade da volatilidade, pois representa a volatilidade esperada do preço a termo de 30 dias do Índice de Volatilidade CBOE (o VIX®).